# Indus (Cària)
L'Indus fou un riu de Cària prop de la ciutat de Cibira (Cybira). El seu nom li fou donat perquè hi va arribar un indi amb elefant. Probablement és el mateix riu que Pomponi Mela i Estrabó anomenen Calbis o Kalbis, actualment Quingi o Tavas, que desaigua enfront de l'illa de Rodes.